# Comuna de Moszczenica
Moszczenica (polaco: Gmina Moszczenica) é uma gminy (comuna) na Polónia, na voivodia de Pequena Polónia e no condado de Gorlicki. A sede do condado é a cidade de Moszczenica.
De acordo com os censos de 2004, a comuna tem 4720 habitantes, com uma densidade 125,5 hab/km².

## Área
Estende-se por uma área de 37,6 km², incluindo:
- área agricola: 81%
- área florestal: 14%

## Demografia
Dados de 30 de Junho 2004:
|                      | Total   | Total | Mulheres | Mulheres | Homens  | Homens |
| -------------------- | ------- | ----- | -------- | -------- | ------- | ------ |
|                      | pessoas | %     | pessoas  | %        | pessoas | %      |
| População            | 4720    | 100   | 2360     | 50       | 2360    | 50     |
| Densidade (pop./km²) | 125,5   | 100   | 62,8     | 62,8     | 62,8    | 62,8   |

De acordo com dados de 2002, o rendimento médio per capita ascendia a 1317,36 zł.

## Subdivisões
- Moszczenica, Staszkówka.

## Comunas vizinhas
- Biecz, Ciężkowice, Gorlice, Łużna, Rzepiennik Strzyżewski